# Sankt Peter (Kempen)
St. Peter is een gehucht op het gebied van de gemeente Stadt Kempen in de Kreis Viersen in het Rijnland in Noordrijn-Westfalen in Duitsland. St. Peter is een gehucht waar van oorsprong Limburgs wordt gesproken. St. Peter ligt aan de Uerdinger Linie.
De kortste afstand naar Nederland (Venlo, Groote Heide) is hemelsbreed ca. 14,5 km (gemeten vanaf de kapelle St.Peter).
| plaatsen in de buurt | plaatsen in de buurt | plaatsen in de buurt | plaatsen in de buurt | plaatsen in de buurt |
| -------------------- | -------------------- | -------------------- | -------------------- | -------------------- |
| Klixdorf             |                      | Kempen               |                      | St.Hubert            |
|                      |                      |                      |                      |                      |
| Mülhausen            | Hüls                 |                      |                      |                      |
|                      |                      |                      |                      |                      |
| Oedt                 |                      | Vorst                |                      | St.Tönis             |